# Фро, Пьер-Ален
Пьер-Але́н Фро (фр. Pierre-Alain Frau; род. 15 апреля 1980, Монбельяр) — французский футболист, нападающий; тренер.

## Клубная карьера
Во взрослом футболе дебютировал в 1997 году выступлениями за команду «Сошо», в которой провёл семь сезонов, приняв участие в 207 матчах чемпионата. Большую часть времени, проведённого в составе «Сошо», был основным игроком команды и одним из главных бомбардиров команды, имея среднюю результативность на уровне 0,36 гола за игру первенства.
В 2004 году выиграл с командой Кубок французской лиги, после чего перебрался в состав действующего чемпиона страны «Лиона». Почти сразу Фро выиграл с командой Суперкубок Франции, а по итогам первого сезона с новой командой стал чемпионом и снова выиграл национальный Суперкубок. Однако в дальнейшем потерял место в команде из-за появления в атаке таких игроков, как Сильвен Вильтор, Нилмар и Джона Карью. Поэтому Фро сыграл только четыре игры чемпионата в период с июля по декабрь 2005 года, из-за чего был отдан в аренду до конца сезона в «Ланс», где забил 5 голов в 20 играх.
В июле 2006 года подписал контракт на 4 года со столичным клубом «Пари Сен-Жермен», однако провёл всего полтора сезона, после чего перешёл в «Лилль». В новой команде Пьер-Ален постепенно стал основным игроком и в 2011 году помог команде оформить «золотой дубль».
Тем не менее его контракт не был продлён по окончании сезона 2010/11, и летом 2011 года нападающий на правах свободного агента перешёл в «Кан». Однако в новой команде Фро за сезон забил лишь шесть голов в чемпионате и не смог спасти команду от вылета. После этого француз перешёл в катарский клуб «Аль-Вакра».
Завершил профессиональную игровую карьеру в родном клубе «Сошо», за который провёл несколько матчей в сезоне 2013/14, после чего 25 сентября 2014 объявил о завершении карьеры.

### Статистика
| Год     | Клуб            | Матчи | Голы |
| ------- | --------------- | ----- | ---- |
| 2003/04 | Сошо            | 36    | 17   |
| 2004/05 | Олимпик Лион    | 32    | 7    |
| 2005/06 | Ланс            | 20    | 5    |
| 2005/06 | Олимпик Лион    | 4     | -    |
| 2006/07 | Пари Сен-Жермен | 25    | 3    |
| 2007/08 | Лилль           | 12    | 2    |
| 2007/08 | Пари Сен-Жермен | 11    | 1    |
| 2008/09 | Лилль           | 20    | 1    |
| 2009/10 | Лилль           | 34    | 13   |

## Международная карьера
Выступал за юношеские и молодёжные сборные Франции. В составе сборной (до 21) в 2002 году участвовал на молодежном чемпионате Европы, где получил с командой серебряные медали, сыграв в том числе и в проигранном по пенальти финале против сверстников из Чехии. Фро стал одним из трёх французов (вместе с Жюльеном Эскюде и Жан-Алена Бумсонга), которые не реализовали свой пенальти.

## Личная жизнь
Женат и имеет дочку, Маелия (род. 11 января 2004).

## Достижения
- Чемпион Франции (2): 2004/05 («Лион»), 2010/11 («Лилль»)
- Обладатель Кубка Франции (1): 2011 («Лилль»)
- Обладатель Кубка лиги (2): 2004 («Сошо»), 2008 («Пари Сен-Жермен»)
- Обладатель Суперкубка Франции (2): 2005, 2006 («Лион»)
- Обладатель Кубка Интертото (1): 2005 («Ланс»)